# Rue Hochelaga
Pour les articles homonymes, voir Hochelaga.
La rue Hochelaga est une longue voie de circulation est-ouest de la partie est de l'île de Montréal.

## Situation et accès
Située au sud de la rue Sherbrooke, elle débute dans l'arrondissement Ville-Marie, puis traverse l'arrondissement Hochelaga-Maisonneuve au complet. Elle relie la rue Parthenais au boulevard Joseph-Versailles (anciennement rue Lakefield) (tout près de la rue Notre-Dame) dans la ville de Montréal-Est. À noter qu'il y a un décalage d'environ 50 mètres entre les tronçons au niveau de la rue Fullum. 

## Origine du nom
La rue Hochelaga rappelle le village amérindien dont Jacques Cartier, en 1535, découvre la présence au flanc du mont Royal.

## Historique

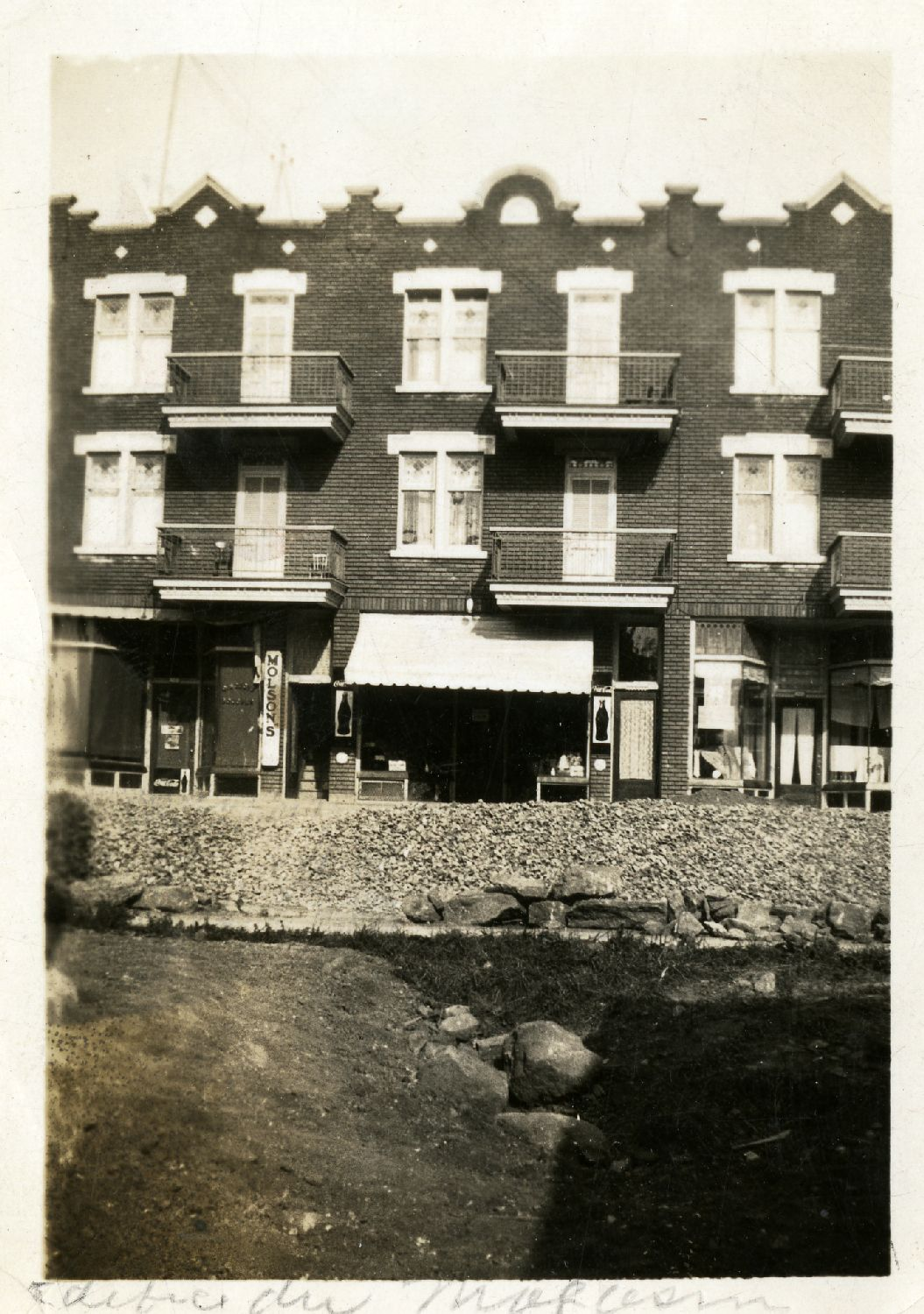
Travaux routiers en 1910

Elle est ouverte, sous sa dénomination actuelle, à travers le territoire de l'ancien village d'Hochelaga, annexé à Montréal en 1883.

## Avenir
La rue Hochelaga a absorbé historiquement le trop-plein de circulation de la rue Notre-Dame. Dans le projet actuel de réaménagement de la rue Notre-Dame, on planifie aussi de faire de la rue Hochelaga un véritable boulevard urbain avec rétrécissement des voies et aménagement paysager. De cette façon, la rue Hochelaga sera pleinement consacrée dans sa vocation résidentielle avec secondairement une vocation de voie de service. Toutefois, la réalisation de la modernisation de la rue Notre-Dame et, par conséquent de la rue Hochelaga, est retardée.

## Bâtiments remarquables et lieux de mémoire
- Institut universitaire en santé mentale de Montréal (IUSMM)
- Maison de la culture Mercier

## Source
- Ville de Montréal. Les rues de Montréal. Répertoire historique. Montréal, Édition Méridien, 1995.